# Апий Клавдий Мартиалий
Апий Клавдий Марциал (на латински: Appius Claudius Martialis, на гръцки: Ἄππιος Κλαύδιος Μαρτιάλης) е римски управител на провинция Тракия (legatus Augusti pro praetore Thraciae) по времето на августите Марк Аврелий и Луций Вер в периода 161 – 163 г. Произлиза от знатния римски род Клавдии.
Участва в издаването на монетни емисии чрез градските управи на Сердика (дн. София, начало на монетосеченето за този град) и Анхиало (дн. Поморие). Името му е известно и от два надписа от Никополис ад Иструм (дн. с. Никюп) и Марцианопол (дн. Девня, по това време част от провинция Тракия).